# Козинець Олександр Володимирович
Олександр Володимирович Козинець (24 серпня 1988, м. Лубни) — український письменник, науковець, педагог, логопед, хорист. Кандидат педагогічних наук, доцент Українського державного університету імені Михайла Драгоманова.

## Біографія
Народився у місті Лубни.
2003 р. — закінчив Лубенську музичну школу по класу скрипки.
2003–2005 рр. — учасник шкільної команди КВК «Кадри» (м. Лубни).
2005 р. — стипендіат Стипендії міського голови м. Лубен.
2008 р. — стипендіат Київського міського голови.
2010 р. — закінчив Національний педагогічний університет ім. М. П. Драгоманова
2015 р. — захистив дисертацію зі спеціальності 13.00.03 — «Корекційна педагогіка» на тему «Проблеми корекційної педагогіки у творчій спадщині Рудольфа Генріховича Краєвського».
2021 р. — здобув учене звання доцента в галузі корекційної педагогіки.
2022, 2023 рр. — стипендіат Стипендії Президента України для творчої молоді.

## Творчість
Автор 16 одноосібних книжок (станом на лютий 2025 року).
Поезія:
- поетична тетралогія «Сезони днів»:[1] «PIN-код: зима», «Обвітрена весна», «Скибочки літа», «Тричі осінь» (ТОВ «Друкарня „Рута“», Кам'янець-Подільський, 2019);
- збірка віршів «Небесні мелодії»[2] болгарською мовою (вид-во Multiprint, Sofia, 2020);
- поетичний календар «Дороги світла»[3] (вид-во «Піраміда», Львів, 2021);
- збірка поезій «Мамо, твій син — літак»[4] (вид-во «Піраміда», Львів, 2022);
- збірка верлібрів «Води Божого океану»[5] (вид-во «Ліра-К», Київ, 2022);
- збірка поезій «Universum»[6] (вид-во «Піраміда», Львів, 2023);
- збірка поезій «Ластовиння»[7] (вид-во «Ліра-К», Київ, 2023);
- збірка верлібрів «Землі Божого саду»[8] (вид-во «Ліра-К», Київ, 2024);
- поетичний календар «Стежки босоніж»[9] (вид-во «Ліра-К», Київ, 2024);
- збірка поезій «Сіль сонця»[10] (вид-во «Ліра-К», Київ, 2024);
- збірка поезій «Фрактали»[11] (вид-во «Ліра-К», Київ, 2025);

Проза:
- роман «Картка Марії»[12] (вид-во «Піраміда», Львів, 2020);
- дуетна коротка проза «Шість плюс один» (Вид-во «Ліра-К», Київ, 2022);
- збірка короткої прози «Галерея одкровень» (Вид-во «Ліра-К», Київ, 2025).

Автор ідеї літературних проєктів «Щоденник» (2010), «Щоденник: Re-make» (2012), «ПРОдайте їсти» (2011), «Шість плюс один» (2022). Співавтор інклюзивного проєкту «Почути» (авторська поезія жестовою мовою), науково-художнього видання «Жіночі груди: пристрасть та біль» (упорядник Павло Денищук,  2019), присвяченого раку грудей; поетичних збірок «Метро всередині нас» (2019), «Поетичне метро» (2020).
Вірш автора «Я так довго мовчав» став частиною п'єси «Малого театру» «Невтишимі» (постановка Дмитра Весельського, 2019).
У 2019 році у видавництві Braile Studio вийшла друком книга-альбом «Почуватися кубиком Рубика» шрифтом Брайля для осіб з порушенням зору, куди увійшла поетична добірка поета (авторка ідеї та розробниця видання — Анна Серпутько). У 2022 році вірш автора шрифтом Брайля також був опублікований у двомовній збірці віршів та коротких історій про війну для дітей та батьків «Соняховий Лев / The Sunflower Lion» ( укладач Буділова Г.О. – Ірландія : Лонгфорд, 2022)
У грудні 2020 року за ініціативи центральної бібліотеки імені Г. Сковороди м. Києва було сформовано біобібліографічний покажчик автора (упорядник — Оксана Молчанова).
Перші чотири збірки автора вийшли друком у 2019 році. Віршована тетралогія «Сезони днів» — поетичний календар, розділений на чотири сезони (ТОВ "Друкарня "Рута").
У квітні 2020 року опублікована п'ята поетична збірка автора «Небесні мелодії» болгарською мовою у м. Софія. (Перекладачі — українська письменниця Олександра Малаш та болгарський поет, бард, драматург, перекладач Димитр Христов. Видавництво «Мультипринт»).
У жовтні 2020 року вийшов дебютний роман «Картка Марії» (вид-во «Піраміда», Львів), який є шостою книжкою автора.
У вересні 2021 року вийшла сьома книжка автора — поетичний календар «Дороги світла» (вид-во «Піраміда», Львів). Збірка побудована за принципом «вірш на кожен день року» (містить 366 віршів).
У січні 2022 року світ побачив оригінальний літературний проєкт «Шість плюс один» — збірка короткої прози, де кожна з шести історій — дуетна, написана автором ідеї проєкту Олександром Козинцем з шістьома його творчими колегами. Але свідомо написана так, щоб читач не міг відрізнити, хто яку главу писав. Співатори: Анджей Ван, Богдан Ковальчук, Олександра Малаш, Євгенія Плужник, Віктор Сіонський, Мар'яна Сурмачевська. (Вид-во «Ліра-К», Київ).
У червні 2022 року вийшла восьма книжка автора — поетична збірка «Мамо, твій син — літак» (вид-во «Піраміда», Львів).
У вересні 2022 року світ побачила збірка духовних верлібрів «Води Божого океану», дев’ята книжка Олександра Козинця (Вид-во «Ліра-К», Київ). 
У 2022 році Олександр Козинець здобув грант на видання збірки поезій «Universum» — своєї десятої книжки (вид-во «Піраміда», Львів). Її концепція побудована довкола числа «десять»: містить десять розділів з вибраних віршів, написаних упродовж десяти років (2010-2019). Збірка побачила світ у липні 2023 року.
У січні 2023 року вийшла друком одинадцята поетична збірка автора «Ластовиння» (Вид-во «Ліра-К», Київ). Збірка складається з двох частин: вірші війни (1 частина) та вірші миру (2 частина збірки).
У лютому 2024 року вийшов третій поетичний календар автора «Стежки босоніж»  (Вид-во «Ліра-К», Київ), до якого увійшли вибрані вірші з тетралогії «Сезони днів», «Дороги світла» та нові вірші. Збірка орієнтована на жіночу аудиторію. Дванадцята книга автора.
У березні 2024 року побачила світ збірка верлібрів «Землі Божого саду», тринадцята книжка Олександра Козинця (Вид-во «Ліра-К», Київ). Це друга частина духовних верлібрів автора, яка зі збіркою верлібрів «Води Божого океану», утворює поетичний диптих.
У серпні 2024 року вийшла з друку збірка поезій «Сіль сонця» (Вид-во «Ліра-К», Київ), чотирнадцята книжка автора.
У грудні 2024 року вийшла з друку збірка короткої прози «Галерея одкровень» (Вид-во «Ліра-К», Київ, 2025), п'ятнадцята в загальному численні.
У січні 2025 року побачила світ збірка поезій для жінок та про жінок «Фрактали» (вид-во «Ліра-К», Київ, 2025), шістнадцята книжка автора.
- Поезії Олександра Козинця перекладено білоруською, болгарською та польською мовами.[30]
- Член журі поетичних конкурсів «Камертон» (2019), «Віршоманія» (2020-2025), «Золоте перо» (2021-2024), студентського конкурсу самодіяльності "Ф_Аrt" (2023).
- Публікується в вітчизняних та закордонних літературних антологіях, альманахах, журналах, газетах.
- Учасник народного камерного хору «Moravski».[31]
- Як викладач університету імені М. П. Драгоманова, брав участь в університетському конкурсі «Танці з викладачами» (2011) та проєкті «Педагогічний дует» (2012).

## Відзнаки
- Нагороджений медаллю Національного педагогічного університету імені М. П. Драгоманова «За розбудову студентського самоврядування» (2009).
- Нагороджений медаллю Михайла Драгоманова Національного педагогічного університету імені М. П. Драгоманова «За розбудову університету» (2010).
- Увійшов до списку рейтингового голосування тижневика «Освіта» «Кращі освітяни 2012 року» в номінації «Залиши мені в спадщину думку найвищу» (2013).
- Нагороджений нагрудним знаком тижневика «Освіта» за літературно-мистецький проєкт «Щоденник» (2013).
- Дипломант Міжнародного літературного конкурсу «Коронація слова» в номінаціях «Пісенна лірика»[32] (2018, вірш «Незгорілий лист») та в номінації «Terra інклюзія — 2019»[33] (2019, оповідання «Магія слабкості» у співавторстві з Анджеєм Ваном).
- Отримав відзнаку «Молодої КороНації» за казку «Меделін» (2019, у співавторстві з Віктором Сіонським).
- Дипломант літературного конкурсу імені Григора Тютюнника (2018[34] та 2020[35]), має спецвідзнаку журналу «Однокласник» в межах фентезі-фестивалю «Аль Мор» (2020).
- У 2020 році поетична тетралогія автора «Сезони днів» була відзначена щорічною літературно-мистецькою премією імені Володимира Малика[36] (м. Лубни) та літературною премією імені Анатолія Криловця (м. Рівне).
- Переможець літературного конкурсу «Золота лоза» (2020).
- Дипломант спеціальної номінації короткої прози «Коронації слова» «Як тебе не любити…» (2021).[37]
- Переможець Всеукраїнської мистецької премії «Золота молодь» (номінація «Література», м. Білгород-Дністровський, 2021).[38]
- Лауреат II премії муніципального конкурсу імені Івана Франка за роман «Картка Марії» (м. Одеса, 2021)[39] та І премії за поетичний календар «Дороги світла»[40].
- Дипломант літературного конкурсу імені Джона Буньяна (2020), Всеукраїнського літературного конкурсу малих прозових форм імені Василя Стефаника[41] (2021), літературного конкурсу імені Леся Мартовича (2022).
- Стипендіат стипендії Президента України для молодих письменників та митців (2022, 2023).[42]
- Отримав грант Президента України для творчої молоді для реаліації збірки «Universum» (2022) [43].
- Лауреат Всеукраїнської премії імені Василя Симоненка (2023).[44]

## Науковий доробок
Автор монографії «Рудольф Генріхович Краєвський: особистість, учений, дефектолог» (2015).
У науковому доробку (на січень 2025 року) — понад 120 наукових публікацій із корекційної педагогіки та спеціальної психології.
У 2023 році автором було впорядковано всі наукові публікації та видано в 2-х томах (Вид-во «Ліра-К», Київ):
- Козинець Олександр. Наукові публікації : у 2-х ч. Ч 1. Київ : Видавництво Ліра-К, 2023. 574 с.
- Козинець Олександр. Наукові публікації : у 2-х ч. Ч 2. Київ : Видавництво Ліра-К, 2023. 492 с.

Коло наукових інтересів — історія української логопедії, заїкання, алалія, афазія, логопедичний масаж, психологія осіб з порушенням в розвитку тощо:

## Наукові публікації про дослідження творчості Олександра Козинця
1. Олійник, А. О. Антропоніми в романі Олександра Козинця «Картка Марії» [Текст] : бакалаврська робота / А. О. Олійник ; науковий керівник Л. О. Кравченко. – Київ : КНУ імені Тараса Шевченка, 2022. – 53 с.
2. Олійник А. О.,  Кравченко Л. О., Козинець О. В.  Оніми в романі Олександра Козинця «Картка Марії». International scientific conference «Current trends and fields of philological studies in the challenging reality» : conference proceedings (July 29–30, 2022. Riga, the Republic of Latvia). Riga, Latvia : «Baltija Publishing», 2022. С. 255-259.[50]
3. Олійник А. О.,  Гнатюк Л. П.  Мовна особистість письменника в сучасних лінгвістичних вимірах (на матеріалі поетичних збірок Олександра Козинця). Тези VII Всеукраїнських наукових читань за участю молодих учених «Філологія XXI століття: нові дослідження і перспективи» (6–7 квітня 2023 року). Київський національний університет імені Тараса Шевченка, ННІФ. 2023. С. 112.
4. Філінюк В. А. Григорук Н. В. Ономастикон поетичного календаря «Дороги світла» Олександра Козинця. Актуальні проблеми перекладознавства. №27. Хмельницький національний університет, 2023. С. 141–146[51].
5. Олійник А. О., Михайленко А. О., Глухенко Д. Ю. Ономастикон сучасного українського роману (на матеріалі романів «Доця» Тамари Горіха Зерня, «Картка Марії» Олександра Козинця та «Чорний ворон» Василя Шкляра). Varia XXXI Zborník abstraktov z 32. kolokvia mladých jazykovedcov (Prešov 30. 11. – 1. 12.2023). Prešov, 2023. С. 36–37.
6. Олійник А. О. (наук. кер. Гнатюк Л. П.) Національні маркери творчої особистості Олександра Козинця (доповідь). «Філологія XXI століття: нові дослідження і перспективи» : програма VIII Всеукраїнських наукових читань за участю молодих учених (Київ, 11–12 квітня 2024 року). Київ. С. 15.
7. Поезія Олександра Козинця — дороговкази любові й світла. Матеріали пошукового загону «Фенікс» академічного ліцею «Європейський». Всеукраїнська краєзнавча експедиція «Моя Батьківщина — Україна». Напрям: «Духовна спадщина мого роду». Керівник: Інна Григорівна  Левченко. Лубни. 2024. 28 с.
8. Барабаш, Світлана. Концепт любов у романі Олександра Козинця «Картка Марії» Міжкультурна комунікація в контексті глобалізаційного діалогу: стратегії розвитку : збірник матеріалів IV Міжнародної науково-практичної конференції (21-23 травня 2025 року м. Одеса). Видавничий дім «Гельветика», 2025. с. 242–244[52].
9. Барабаш, Світлана. Образ Діви Марії у романі О. Козинця «Картка Марії» // Вісник науки та освіти (Серія «Філологія», Серія «Педагогіка», Серія «Соціологія», Серія «Культура і мистецтво», Серія «Історія та археологія». № 7(37). 2025. С. 133–143[53].

Активною дослідницею творчості автора є Ангеліна Олійник. Нею захищені бакалаврська та магістерська роботи про творчість Олександра Козинця:
1. Олійник, А. О. Антропоніми в романі Олександра Козинця «Картка Марії» [Текст] : бакалаврська робота / А. О. Олійник ; науковий керівник Л. О. Кравченко. – Київ : КНУ імені Тараса Шевченка, 2022. – 53 с. (371 с. з додатками).
2. Олійник, А. О. Мовна особистість Олександра Козинця в сучасних лінгвістичних вимірах [Текст] : магістерська робота / А. О. Олійник ; науковий керівник Л. П. Гнатюк. – Київ : КНУ імені Тараса Шевченка, 2024. – 85 с.